# سويارفي
سويارفي (بالروسية: Суоярви) هي إحدى مدن روسيا في الكيان الفدرالي الروسي جمهورية كاريليا.

## توأمة
لسويارفي اتفاقيات توأمة مع:
- توسنو